# Ondergrondse zalmenpoel

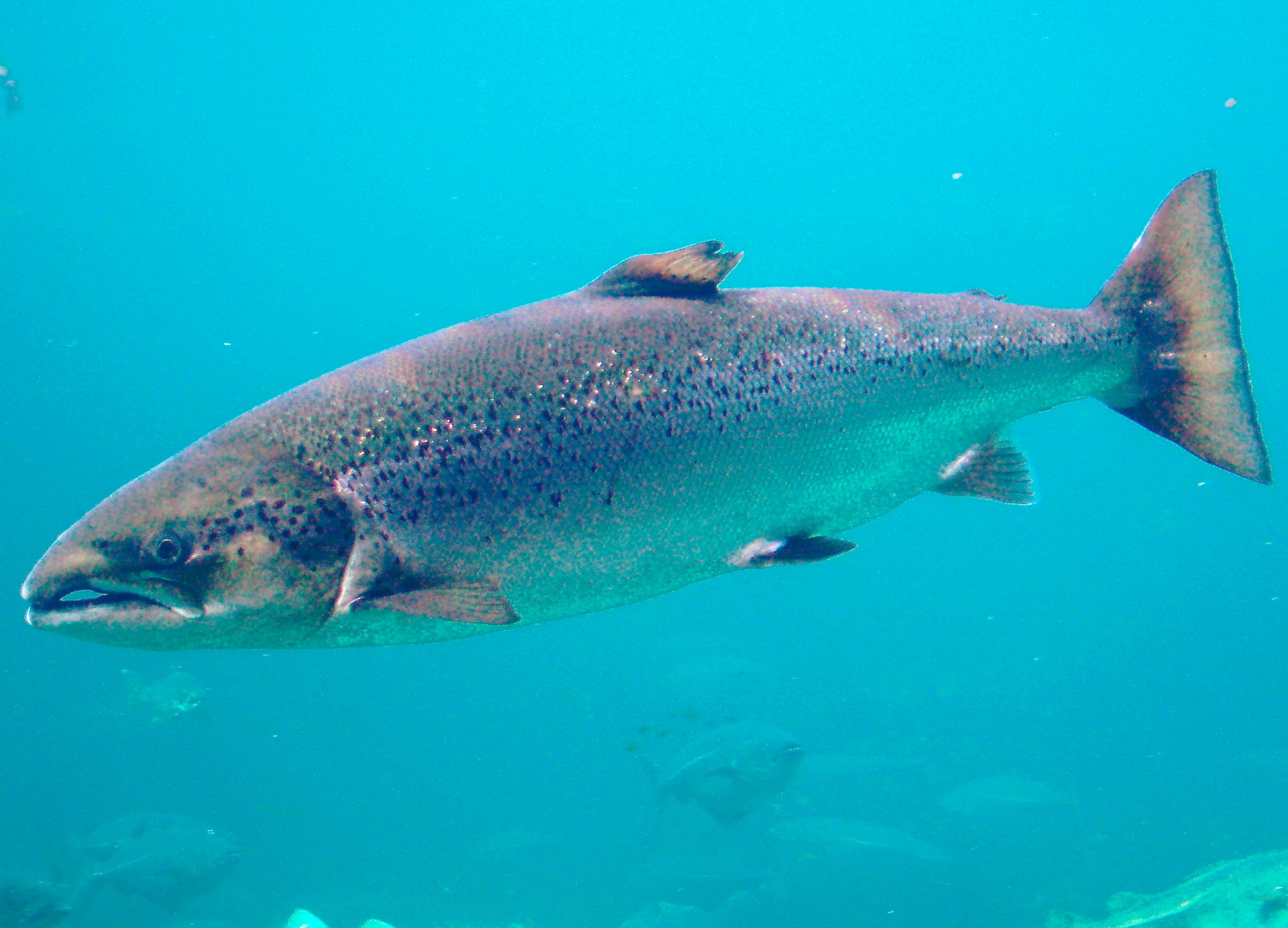
Een Atlantische zalm

Op het Canadese eiland Newfoundland bevindt zich de zogenaamde ondergrondse zalmenpoel (Engels: Underground Salmon Pool), de enige bekende locatie ter wereld waar zalmen tijdens hun paaitrek door een grot zwemmen.

## Naam
Een zalmenpoel (salmon pool) is een dieper, minder snelstromend gedeelte van een rivier waar zalmen kunnen uitrusten. De plaats staat, los van de aanwezigheid van zalmen, ook wel bekend als het Underground Hole of Under Ground Hole ("ondergronds gat").

## Ligging en bereikbaarheid
De ondergrondse zalmenpoel bevindt zich in een relatief afgelegen gebied op het Great Northern Peninsula van Newfoundland, op zo'n 15 km ten noordwesten van het dorp Roddickton.
Er is een goed onderhouden wandelpad dat door het oerbos naar de grot leidt. Het betreft een lus van 1,9 km. Bezoekers kunnen er van mei tot en met oktober de zalmen de grot in zien zwemmen en aan de andere zijde, bijna een kilometer verder, weer zien opduiken. Vroeg in het seizoen zijn het volwassen zalmen die stroomopwaarts zwemmen en later in het seizoen jonge zalmen die naar zee zwemmen.
Het startpunt van de wandelroute is bereikbaar via een 2,5 km lange grindweg die begint bij de provinciale route 433.

## Omschrijving
De grot is een 800 meter lang gedeelte van de rivier Beaver Brook dat zich ondergronds bevindt. Deze bijzondere locatie is ontstaan door duizenden jaren van erosie van de kalkstenen bodem. De kalksteengrot bevat enkele "ondergrondse kamers"; zij kunnen dienstdoen als "zalmenpoel".
De zalmen wachten steeds totdat ze een relatief grote groep vormen alvorens de grot in te zwemmen. Ze leggen daarna tezamen de volledige afstand in totale duisternis af. De vissen passeren de grot op hun traject tussen de Atlantische Oceaan en de paaiplaats Boony Lake.

## Toerisme
De locatie is een toeristische plaats vanwege haar unieke karakter en omdat het een ideale plaats is om te vliegvissen op zowel zalmen als bronforellen. Vissers moeten wel tot op 100 meter van de in- en uitgang van de grot blijven.
Vanwege de afgelegen ligging is het een erg rustige locatie met slechts een klein aantal dagelijkse bezoekers. Als faciliteiten zijn er een parkeerterrein, drie houten platformen om tentjes op te zetten, twee picknicktafels en toiletten, evenals enkele informatieborden langs het wandelpad. De plaats is gratis te bezoeken.